# Пастаса (река)
Пастаса (исп. Río Pastaza) — река в Южной Америке, в северо-западной части бассейна Амазонки. Крупнейший приток реки Мараньон. Длина — 710 км.
Берёт начало в эквадорской провинции Котопахи, на северо-западных склонах вулкана Котопахи. Высота истока — 4570 м над уровнем моря. В верхнем течении река известна как Патате. Патате течёт в южном направлении, пересекая границу с провинцией Тунгурауа, на территории которой немногим выше города Баньос, в реку впадает приток Чамбо, после чего она уже называется Пастаса. В семи километрах к востоку от города Баньос, выше водопадов, на реке построена плотина (Агоянская гидроэлектростанция, 156 МВт). Ниже устья Чамбо Пастаса течёт в восточном направлении на протяжении около 275 км, а затем, ниже устья реки Топо, река поворачивает на юго-восток. Шоссе Troncal Amazonas идёт параллельно реке на участке между городами Баньос и Пуйо. Далее река пересекает границу с провинцией Пастаса, формируя границу этой провинции с провинцией Морона-Сантьяго. В городе Мера, недалеко от Пуйо, Пастаса спускается с гор в широкую долину, становясь при этом значительно шире и мельче. Ниже городка Шелл-Мера река меандрирует, образуя многочисленные старичные озёра и болота вдоль своего нижнего течения по пойме Амазонки.
Ниже по течению Пастаса входит в Перу близ деревни Ито-Сойлалус и далее уже течёт по территории этой страны. Впадет в реку Мараньон близ городка Сан-Рамон. Высота устья — 120 м над уровнем моря.
Пастаса принимает многочисленные притоки на всём своём течении; наиболее значительные из них — Чамбо, Бобонаса и Уасага. Среди прочих притоков стоит также отметить реки Амбато, Пиндо и Пуйо.